# 葡萄牙铁路1900型柴油机车
1900型柴油机车是葡萄牙铁路（CP）的柴油机车车型之一，由法国阿尔斯通公司设计并提供部分零部件，授权葡萄牙金属加工联合公司（Sorefame）在本地制造和组装，于1981年共生产了13台。
1900型机车在阿尔斯通公司内设计代号为AD30C，是在法国国铁CC 72000型柴油机车基础上，根据葡萄牙铁路的使用需要改进设计而成，适用于轨距为1668毫米的宽轨铁路。机车装用一台由阿尔萨斯机械制造公司（SACM）设计制造的AGO V12 DSHR型高速柴油机，属于AGO大缸径柴油机系列。该型柴油机为12气缸、四冲程、废气涡轮增压的直喷式V型高速柴油机。气缸直径为240毫米，活塞行程为220毫米，标定转速为每分钟1350转，UIC标定功率为3300马力（2500千瓦），装车功率为3000马力（2200千瓦）。
传动装置为交-直流电传动，柴油机通过弹性联轴器直接驱动一台三相交流同步牵引发电机，通过硅整流装置把牵引发电机发出的三相交流电整流为直流电，再经过一套控制系统将电能输送给两台转向架上的六台直流串励牵引电动机，通过传动齿轮驱动车轮。机车标称功率为2,260马力（1,654千瓦），最高运行速度为100公里/小时。
在1900型机车基础上，阿尔斯通公司又为葡萄牙铁路设计了1930型干线客运柴油机车，两者结构大致相同，但后者最高速度提高到120公里/小时。

## 外部連結
- （英文）CP Diesel Locomotives: 1900 Class (1901-1913)